# Климент VIII (антипапа)
Климент VIII (лат. Clemens Octavus; в миру — Хиль Санчес Муньос-и-Карбон, исп. Gil Sánchez Muñoz y Carbón; умер 28 декабря 1446) — антипапа с 10 июня 1423 по 26 июля 1429 года, в период понтификата папы Мартина V.

## Биография
Санчес Муньос был близким другом и советником авиньонского папы Бенедикта XIII. В 1396 году он был послан в Валенсию, чтобы склонить местного епископа подчиниться Авиньону. За день до смерти Бенедикт призвал четырёх верных кардиналов и попросил их избрать нового папу, чтобы сохранить преемственность авиньонской линии. 10 июня три из четырёх кардиналов избрали папой Муньоса, взявшего имя Климент VIII. Четвёртый кардинал, Жан Каррье, отсутствовавший на конклаве, заявил о несогласии с результатами выборов и был отлучён Климентом от церкви и арестован. Папство Климента признавалось лишь в Арагоне, так как Альфонсо V был нужен «придворный» папа для давления на Рим при решении неаполитанского вопроса. Летом 1423 года Альфонсо даже убедил граждан Сиены признать Климента, желая сорвать собор организованный Мартином V, который вскоре должен был состояться в Павии, находившейся на территории Сиенской республики. Однако к 1428 году политическая необходимость в наличии «придворного» папы отпала, и Альфонсо направил к Клименту делегацию с призывом отречься и полностью отказаться от претензий на престол и признать Мартина V. 26 июля 1429 года Климент направил Мартину своё отречение. Тот простил раскаявшегося антипапу и даже дал ему епархию в городе Пальме на Майорке. Там Климент и скончался 28 декабря 1446 года.